# غرايم كونينغهام
غرايم كونينغهام (25 يناير 1975 في أستراليا - ) (بالإنجليزية: Graeme Cunningham)‏ هو لاعب كريكت أسترالي. لعب مع فريق تسمانيا للكريكت وآي سي تي كومتس ‏.

## وصلات خارجية
- غرايم كونينغهام على موقع إي آس بي آن كريك إنفو (الإنجليزية)